# Freshwater, Isle of Wight
Freshwater är en ort och civil parish i Storbritannien.   Den ligger i grevskapet Isle of Wight och riksdelen England, i den södra delen av landet, 130 km sydväst om huvudstaden London. Freshwater ligger 4 meter över havet och antalet invånare är 8 224. Den ligger på ön Isle of Wight.
Terrängen runt Freshwater är platt. Havet är nära Freshwater västerut. Runt Freshwater är det tätbefolkat, med 343 invånare per kvadratkilometer. Närmaste större samhälle är Christchurch, 19,8 km väster om Freshwater. Trakten runt Freshwater består till största delen av jordbruksmark.